# Mauro Cerqueira
Mauro Rafael Geral Cerqueira (sinh ngày 20 tháng 8 năm 1992 ở Loures, Lisbon) là một cầu thủ bóng đá người Bồ Đào Nha thi đấu cho C.D. Nacional ở vị trí hậu vệ trái.